# Peeterristi
Koordinaten: 59° 24′ N, 28° 4′ O
Peeterristi ist ein Dorf (estnisch küla) in der Stadtgemeinde Narva-Jõesuu (bis 2017 Landgemeinde Vaivara). Es liegt im Kreis Ida-Viru (Ost-Wierland) im Nordosten Estlands.

## Beschreibung und Geschichte
Das Dorf hat 51 Einwohner (Stand 1. Januar 2012). Es liegt direkt an der Fernstraße zwischen der estnischen Hauptstadt Tallinn und der russischen Metropole Sankt Petersburg.
Der Ort war vor allem für seine „Peters-Kapelle“ (Peetri kabel) bekannt. Der historische Bau wurde 1808 errichtet und 1944 in den schweren Schlachten des Zweiten Weltkriegs zerstört.